# Trie (ninfe)

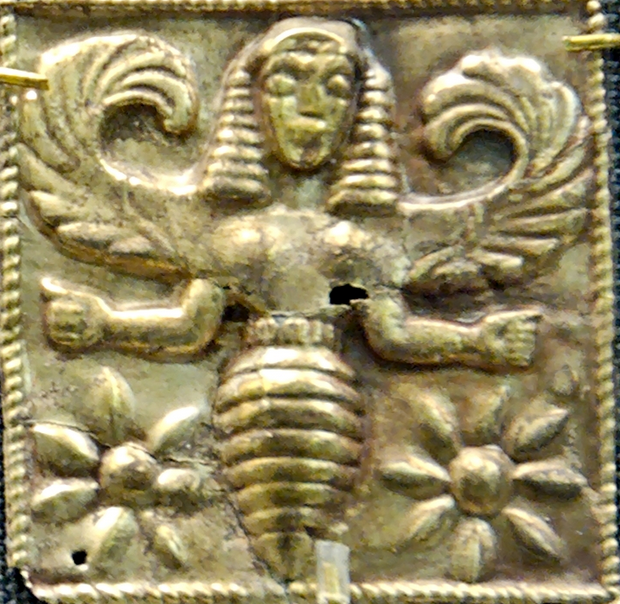
Raffigurazione di una dea-ape, forse una delle Trie, rinvenuta a Camiro, Rodi, datata al VII secolo a.C. (British Museum).

Le Trie (/ˈθraɪ.iː/; in greco antico: Θριαί?, Thriaí ) erano una delle numerose triadi di ninfe della mitologia greca. I loro nomi erano Melaina ("La Nera"), Cleodora ("Famosa per il suo dono") e Dafni ("Alloro") o Coricia.

## Mitologia
Erano le tre Naiadi delle sorgenti sacre dell'antro coricio del Parnaso a Focide, divinità protettrici delle api. Le ninfe avevano la testa e il torso di donna e la parte inferiore del corpo e le ali d'ape.
Le tre sorelle erano romanticamente legate agli dei Apollo e Poseidone; Coricia, la sorella da cui prese il nome l'antro coricio, fu madre di Licoreo, generandolo con Apollo, Cleodora fu amata da Poseidone, e fu madre da lui (o da Cleopompo) di Parnasso, mentre Melaina era anche ella amata da Apollo, con il quale generò Delfo (sebbene secondo un'altra tradizione la madre dell'eroe fosse Tia. Il suo nome, che significa "la nera", suggerisce che fosse a capo delle ninfe sotterranee.
Delle "fanciulle delle api" con il potere della divinazione e quindi in grado di conoscere e dire la verità sono descritte nell'Inno omerico a Ermes, nel quale il cibo degli dei è identificato con il miele; tali fanciulle erano in origine associate ad Apollo e probabilmente non sono identificate correttamente con le Trie. Sia le Trie che le fanciulle delle api hanno il merito di aver assistito Apollo nello sviluppo dei suoi poteri, ma la divinazione che Apollo ha appreso dalle prime è diversa da quella delle seconde. Il tipo di divinazione insegnato dalle Trie ad Apollo era infatti quello relativo al lancio delle pietre, mentre quella delle fanciulle delle api, associato anche a Ermes, era la cosiddetta cleromanzia, che faceva uso di dadi e simili.